# Alexander von Sachsen

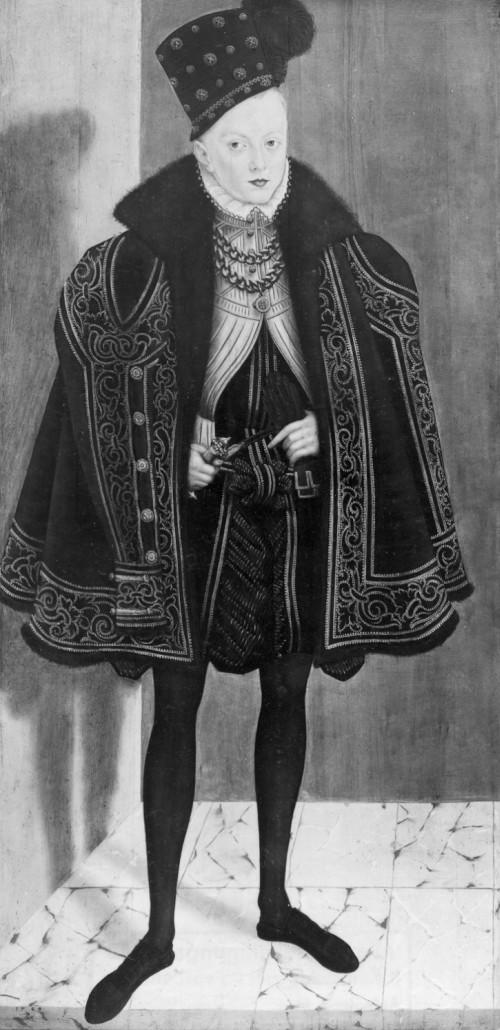
Alexander von Sachsen in Hofkleidung

Alexander von Sachsen (* 21. Februar 1554 in Dresden; † 8. Oktober 1565 ebenda) war Kurprinz von Sachsen sowie nominell Administrator der Hochstifte Naumburg und Merseburg aus dem Haus der albertinischen Wettiner.

## Leben
Alexander war der zweite Sohn des Kurfürsten August von Sachsen (1526–1586) aus dessen Ehe mit Anna (1532–1585), Tochter des Königs Christian III. von Dänemark. Der älteste Sohn des Kurfürstenpaares, Johann Heinrich, war schon 1550 kurz nach seiner Geburt gestorben und Alexander galt daher nach seiner Geburt als der präsumtive Nachfolger in Kursachsen. Zu seiner Erziehung wurde 1560 der Hofprediger Nikolaus Selnecker bestellt.
Alexander wurde bereits mit sieben Jahren auf Betreiben seines Vaters zum Administrator des säkularisierten Hochstifts Merseburg und 1564 auch zu dem von Naumburg gewählt – die Regierung für den noch unmündigen Kurprinzen übten jedoch weiterhin Kursachsen und das Domkapitel aus. Bei der einstimmigen Wahl des Kapitels von Naumburg wurde zusätzlich für immer die Bischofswahl aufgehoben. Die Wahlentscheidung zu Gunsten Alexanders beeinflussten jedoch zusätzlich 100 eingerückte kursächsische Hakenschützen.
Als Alexander im Alter von nur elf Jahren starb, wurde sein Bruder Christian Kurprinz. Die Stiftsregierung in beiden Bistümern übernahm sein Vater August nun direkt, übertrug sie aber 1585 für Merseburg ebenfalls an Christian, welcher nach seinem Regierungsantritt als Kurfürst 1591 das Hochstift Naumburg wiederum seinem Sohn Prinz August übertrug.
Alexander wurde von seinem Vater lange betrauert. Ein Cranach-Gemälde jener Zeit zeigt den Kurfürsten mit leicht gesenkten Kopf. Der Prinz wurde in der Fürstengruft des Doms St. Marien in Freiberg begraben.

## Vorfahren
| Ahnentafel Alexander von Sachsen | Ahnentafel Alexander von Sachsen                                                    | Ahnentafel Alexander von Sachsen                                                    | Ahnentafel Alexander von Sachsen                                                           | Ahnentafel Alexander von Sachsen                                                    | Ahnentafel Alexander von Sachsen                                                   | Ahnentafel Alexander von Sachsen                                                            | Ahnentafel Alexander von Sachsen                                                                              | Ahnentafel Alexander von Sachsen                                                                              |
| -------------------------------- | ----------------------------------------------------------------------------------- | ----------------------------------------------------------------------------------- | ------------------------------------------------------------------------------------------ | ----------------------------------------------------------------------------------- | ---------------------------------------------------------------------------------- | ------------------------------------------------------------------------------------------- | --- | --- |
| Ururgroßeltern                   | Kurfürst Friedrich II. (1412–1464) ⚭ 1431 Margaretha von Österreich (1416–1486)     | König Georg von Podiebrad (1420–1471) ⚭ 1441 Kunigunde von Sternberg (1425–1449)    | Herzog Heinrich IV. zu Mecklenburg (1417–1477) ⚭ 1432 Dorothea von Brandenburg (1420–1491) | Erichs II. von Pommern-Wolgast (1425–1474) ⚭ 1451 Sophia von Pommern-Stolp          | König Christian I. (1426–1481) ⚭ 1449 Dorothea von Brandenburg (1430–1495)         | Kurfürst Johann Cicero von Brandenburg (1455–1499) ⚭ 1476 Margarete von Sachsen (1449–1501) | Johann IV. von Sachsen-Lauenburg (1439–1507) ⚭ 1464 Dorothea von Brandenburg (1446–1519)                      | Heinrich I. von Braunschweig-Wolfenbüttel (1463–1514) ⚭ 1486 Katharina von Pommern                            |
| Urgroßeltern                     | Herzog Albrecht der Beherzte (1443–1500) ⚭ 1464 Sidonie von Böhmen (1449–1510)      | Herzog Albrecht der Beherzte (1443–1500) ⚭ 1464 Sidonie von Böhmen (1449–1510)      | Herzog Magnus II. (1441–1503) ⚭ 1478 Sophie von Pommern (1460–1504)                        | Herzog Magnus II. (1441–1503) ⚭ 1478 Sophie von Pommern (1460–1504)                 | König Friedrich I. (1471–1533) ⚭ 1502 Anna von Brandenburg (1487–1514)             | König Friedrich I. (1471–1533) ⚭ 1502 Anna von Brandenburg (1487–1514)                      | Herzog Magnus I. von Sachsen-Lauenburg (1470–1543) ⚭ 1509 Katharina von Braunschweig-Wolfenbüttel (1488–1563) | Herzog Magnus I. von Sachsen-Lauenburg (1470–1543) ⚭ 1509 Katharina von Braunschweig-Wolfenbüttel (1488–1563) |
| Großeltern                       | Herzog Heinrich der Fromme (1473–1541) ⚭ 1512 Katharina von Mecklenburg (1487–1561) | Herzog Heinrich der Fromme (1473–1541) ⚭ 1512 Katharina von Mecklenburg (1487–1561) | Herzog Heinrich der Fromme (1473–1541) ⚭ 1512 Katharina von Mecklenburg (1487–1561)        | Herzog Heinrich der Fromme (1473–1541) ⚭ 1512 Katharina von Mecklenburg (1487–1561) | König Christian III. (1503–1559) ⚭ 1525 Dorothea von Sachsen-Lauenburg (1511–1571) | König Christian III. (1503–1559) ⚭ 1525 Dorothea von Sachsen-Lauenburg (1511–1571)          | König Christian III. (1503–1559) ⚭ 1525 Dorothea von Sachsen-Lauenburg (1511–1571)                            | König Christian III. (1503–1559) ⚭ 1525 Dorothea von Sachsen-Lauenburg (1511–1571)                            |
| Eltern                           | Kurfürst August von Sachsen (1526–1586) ⚭ 1548 Anna von Dänemark (1532–1585)        | Kurfürst August von Sachsen (1526–1586) ⚭ 1548 Anna von Dänemark (1532–1585)        | Kurfürst August von Sachsen (1526–1586) ⚭ 1548 Anna von Dänemark (1532–1585)               | Kurfürst August von Sachsen (1526–1586) ⚭ 1548 Anna von Dänemark (1532–1585)        | Kurfürst August von Sachsen (1526–1586) ⚭ 1548 Anna von Dänemark (1532–1585)       | Kurfürst August von Sachsen (1526–1586) ⚭ 1548 Anna von Dänemark (1532–1585)                | Kurfürst August von Sachsen (1526–1586) ⚭ 1548 Anna von Dänemark (1532–1585)                                  | Kurfürst August von Sachsen (1526–1586) ⚭ 1548 Anna von Dänemark (1532–1585)                                  |
| Alexander von Sachsen            |                                                                                     |                                                                                     |                                                                                            |                                                                                     |                                                                                    |                                                                                             | | |